# 片岡順
片岡 順（かたおか じゅん、1926年（大正15年）4月26日 - 2022年（令和4年）3月15日）は、日本の砂防学者。名古屋大学名誉教授。農学博士。

## 略歴・人物
1926年、静岡市（現在の清水区）生まれ。静岡県立静岡中学校を経て、1952年、東京大学農学部林学科卒業。1955年、名古屋大学農学部治山工学研究室助手。1964年、「山地表層の保水機能に関する実験的研究」で農学博士。名古屋大学助教授。1969年、文部省在外研究員として、カリフォルニア大学バークレー校に「森林水文及び侵食防止についての研究」を目的として留学（1年間）。1977年、名古屋大学教授。1987年、砂防学会会長。1990年、定年退職。名誉教授。
日本自然災害学会の創設にも尽力、同会の副会長、また愛知県森林審議会会長を務めた。
砂防界の直面している問題に対して，幅広い研究活動に裏打ちされた適切な提言を行い、研究成果を技術に転化して砂防事業に応用させることに尽力した。

## 研究
治山工学研究室では、1972年（昭和47年）、西三河で大規模な土砂災害の調査研究、1974年（昭和49年）、松本砂防工事事務所と協力し，長野県小谷村にある浦川金山沢において土石流観測を開始、昭和53年度まで土石流発生機構についての調査研究を実施した。この調査研究は建設省との関わりを持つきっかけとなった。
1978年（昭和53年）、文部省科学研究費による自然災害特別研究として「土石流の発生機構に関する研究」がまとめられた。土石流化する条件と土石流の流下形態を解明することを目的とし、名古屋大学が実施した浦川における研究成果が含まれている。この成果は、その後の土石流に関する研究の進展に貢献した。片岡がこの研究代表者であった。
1980年（昭和55年）、建設省砂防部に設置された「土石流技術検討会」において「表示検討部会長」を務めた。砂防設備によるハード対策に加え、土石流危険渓流を周知して住民の命を守る警戒避難体制の整備というソフト対策をいかに進めるかという、総合的な土石流災害軽減策について検討されたもので，土石流対策に対し行政のとるべき進路を的確に示した。後に制定されることとなった土砂災害警戒区域等における土砂災害防止対策の推進に関する法律（土砂災害防止法）につながる最初の具体的な提言を行った。
1988年（昭和63年）、環境の重要性がクローズアップされ始めたころ、「砂防と治水」(全国治水砂防協会) に2度にわたって評論を書き、「日本のような地形の国で環境を考える場合には、砂防の観点が必要」であること、「砂防対策は，数十年という時間スケールでみれば、長期的な損失を最小とする効果をもっていると評価され（る）」として、砂防が環境に与えるプラス面を指摘した。
1990年（平成2年）、片岡が研究代表者を務め、文部省科学研究費重点領域研究「自然災害の予測と防災力」の研究成果として「土石流の発生及び規模の予測に関する研究」がまとめられた。

## 著書
- 『土石流の発生及び規模の予測に関する研究』 片岡順 研究代表 「自然災害の予測と防災力」研究班 1990.3
- 『土石流の発生機構に関する研究』 片岡順 研究代表 自然災害科学総合研究班 1978.12

## 受賞
- 1982年 全国治水砂防協会赤木賞